# Championnat d'Allemagne de rugby à XV 2009-2010
Navigation
1. Bundesliga 2008-2009 1. Bundesliga 2010-2011
Le championnat d'Allemagne de rugby à XV 2009-2010 ou Rugby Bundesliga 2009-2010 est une compétition de rugby à XV qui oppose les dix meilleurs  clubs allemands. La compétition commence le 29 août 2009 et se termine par une finale le 29 mai 2010.
La compétition est remportée par le Heidelberger RK qui bat le SC 1880 Frankfurt en finale sur le score de 39 à 22.

## Liste des équipes en compétition
| Berlin RC RK 03 Berlin Francfort Handschuhsheim Hanovre RG Heidelberg Heidelberger RK Heusenstamm Neuenheim Cologne |

| Équipe             | Stade                              | Capacité | Ville          |
| ------------------ | ---------------------------------- | -------- | -------------- |
| Berlin RC          |                                    |          | Berlin         |
| RK 03 Berlin       | Stadion Buschallee                 |          | Berlin         |
| SC 1880 Frankfurt  | Sportanlage Feldgerichtstraße      |          | Francfort      |
| TSV Handschuhsheim |                                    |          | Handschuhsheim |
| DSV 78 Hanovre     |                                    |          | Hanovre        |
| RG Heidelberg      | Fritz-Grunebaum-Sportpark          |          | Heidelberg     |
| Heidelberger RK    | Sportgelände an der Speyererstraße |          | Heidelberg     |
| RK Heusenstamm     |                                    |          | Heusenstamm    |
| SC Neuenheim       |                                    |          | Neuenheim      |
| ASV Cologne        | Olympiaweg 3                       |          | Cologne        |

### Classement de la phase régulière
| Rang | Club                  | J  | V  | N | D  | Bo | Bd | Pm  | Pe  | Diff | Pts |
| ---- | --------------------- | -- | -- | - | -- | -- | -- | --- | --- | ---- | --- |
| 1    | SC 1880 Frankfurt (T) | 16 | 14 | 0 | 2  | 10 | 0  | 716 | 143 | +573 | 66  |
| 2    | RG Heidelberg         | 16 | 11 | 2 | 3  | 9  | 0  | 512 | 307 | +205 | 57  |
| 3    | Heidelberger RK       | 16 | 10 | 2 | 4  | 10 | 0  | 575 | 221 | +354 | 54  |
| 4    | TSV Handschuhsheim    | 16 | 9  | 2 | 5  | 9  | 0  | 383 | 292 | +91  | 49  |
| 5    | SC Neuenheim          | 16 | 9  | 1 | 6  | 9  | 0  | 347 | 320 | +27  | 47  |
| 6    | Berlin RC             | 16 | 5  | 0 | 11 | 9  | 0  | 364 | 414 | -50  | 29  |
| 7    | RK 03 Berlin          | 16 | 5  | 1 | 10 | 5  | 0  | 259 | 589 | -330 | 27  |
| 8    | RK Heusenstamm        | 16 | 3  | 0 | 13 | 2  | 0  | 233 | 719 | -486 | 14  |
| 9    | DSV 78 Hanovre        | 16 | 2  | 0 | 14 | 2  | 0  | 156 | 540 | -384 | 10  |
| 10   | ASV Cologne           | 0  | 0  | 0 | 0  | 0  | 0  | 0   | 0   | 0    | 0   |

|  | Qualifiés pour la phase finale (no 1, no 2, no 3, no 4) |
|  | Relégués (no 9, no 10)                                  |
|  | T : tenant du titre                                     |

Attribution des points : victoire sur tapis vert : 5, victoire : 4, match nul : 2, défaite : 0, forfait : -2 ; plus les bonus (offensif : 4 essais marqués ; défensif : défaite par 7 points d'écart ou moins).
Règles de classement : ?

### Phase finale
Les quatre premiers de la phase régulière sont qualifiés pour les demi-finales. L'équipe classée première affronte à domicile celle classée quatrième alors que la seconde reçoit la troisième.
|  | Demi-finales            | Demi-finales            |                 |    | Finale                  | Finale                  |
|  | Demi-finales            | Demi-finales            |                 |    | Finale                  | Finale                  |
|  |                         |                         |                 |    |                         |                         |
|  | 22 mai 2010 à 15h00 CET | 22 mai 2010 à 15h00 CET |                 |    | 29 mai 2010 à 14h00 CET | 29 mai 2010 à 14h00 CET |
|  | 22 mai 2010 à 15h00 CET | 22 mai 2010 à 15h00 CET |                 |    | 29 mai 2010 à 14h00 CET | 29 mai 2010 à 14h00 CET |
|  | [1] Heidelberger RK     | 36                      |                 |    | 29 mai 2010 à 14h00 CET | 29 mai 2010 à 14h00 CET |
|  | [1] Heidelberger RK     | 36                      |                 |    | 29 mai 2010 à 14h00 CET | 29 mai 2010 à 14h00 CET |
|  | [4] RG Heidelberg       | 15                      |                 |    | 29 mai 2010 à 14h00 CET | 29 mai 2010 à 14h00 CET |
|  | [4] RG Heidelberg       | 15                      | Heidelberger RK | 39 |                         |                         |
|  | 23 mai 2010 à 15h00 CET |                         | Heidelberger RK | 39 |                         |                         |
|  |                         | SC 1880 Frankfurt       | 22              |    |                         |                         |
|  | [2] SC 1880 Frankfurt   | SC 1880 Frankfurt       | 22              | 27 |                         |                         |
|  | [2] SC 1880 Frankfurt   |                         |                 | 27 |                         |                         |
|  | [3] TSV Handschuhsheim  | 16                      |                 |    |                         |                         |
|  | [3] TSV Handschuhsheim  | 16                      |                 |    |                         |                         |

#### Demi-finales
| 22 mai 2010 15h00 CET | Heidelberger RK | 36 – 15 | RG Heidelberg | Heidelberg |
| 22 mai 2010 15h00 CET |                 |         |               | Heidelberg |
| 22 mai 2010 15h00 CET |                 |         |               | Heidelberg |

| 23 mai 2010 15h00 CET | SC 1880 Frankfurt | 27 - 16 | TSV Handschuhsheim | Francfort |
| 23 mai 2010 15h00 CET |                   |         |                    | Francfort |
| 23 mai 2010 15h00 CET |                   |         |                    | Francfort |

#### Finale
| 29 mai 2010 14h00 CET | Heidelberger RK | 39 – 22 ap | SC 1880 Frankfurt | Francfort Arbitre : Himmer |
| 29 mai 2010 14h00 CET |                 |            |                   | Francfort Arbitre : Himmer |
| 29 mai 2010 14h00 CET |                 |            |                   | Francfort Arbitre : Himmer |